# Encyclia chloroleuca
Encyclia chloroleuca är en orkidéart som först beskrevs av William Jackson Hooker, och fick sitt nu gällande namn av Joseph Henri François Neumann. Encyclia chloroleuca ingår i släktet Encyclia och familjen orkidéer. Inga underarter finns listade i Catalogue of Life.

## Bildgalleri

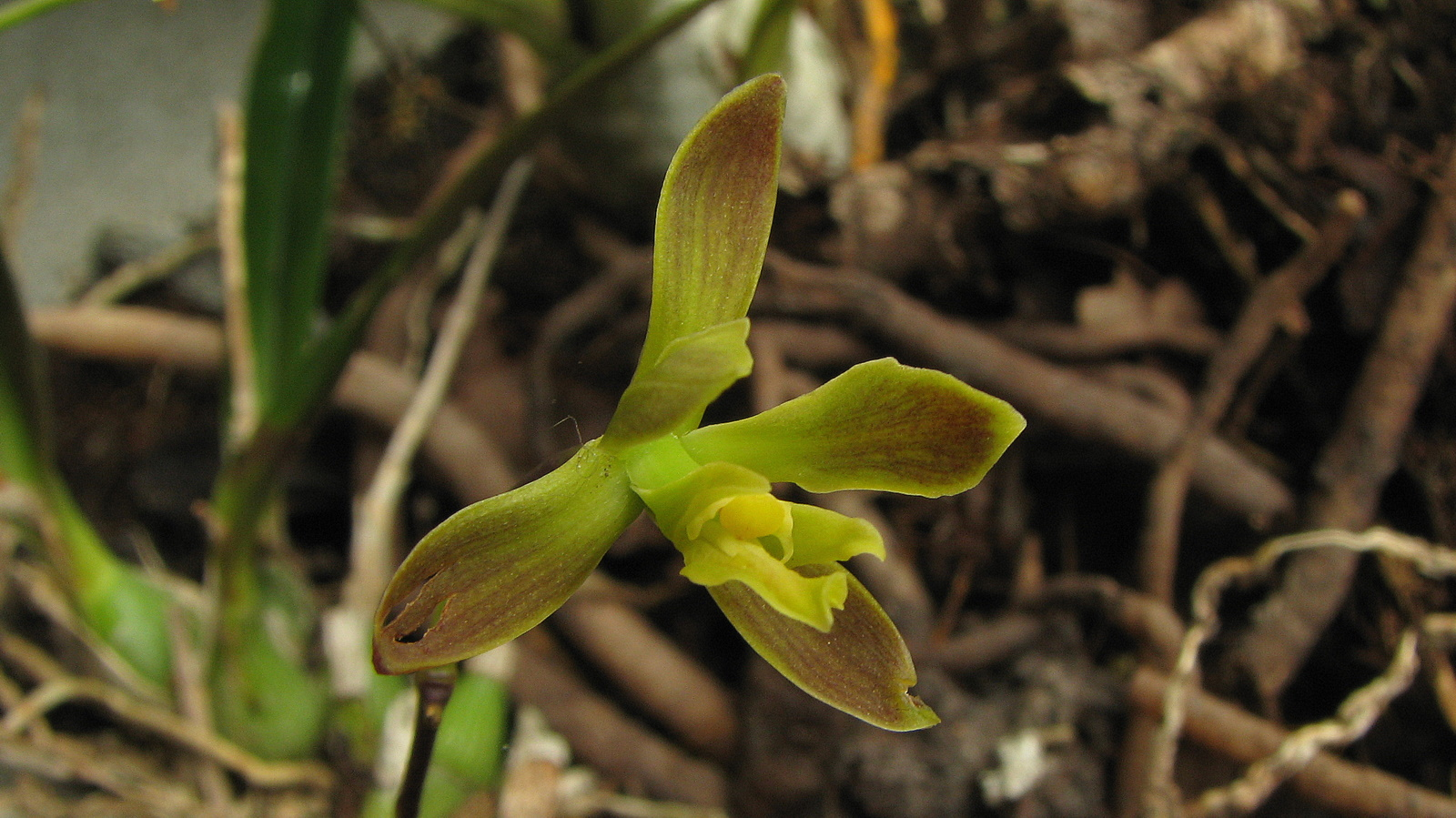